# Jeravna, Sliven
Jeravna (în bulgară Жеравна) este un sat în comuna Kotel, regiunea Sliven,  Bulgaria. 

## Demografie
Componența etnică a satului Jeravna
     Bulgari (91,28%)
     Nicio identificare (2,42%)
     Altele (6,29%)
La recensământul din 2011, populația satului Jeravna era de 413 locuitori. Din punct de vedere etnic, majoritatea locuitorilor (91,28%) erau bulgari. Pentru 2,42% din locuitori nu este cunoscută apartenența etnică.